# Слон Бастиље
Слон Бастиље је био споменик у Паризу који је постојао између 1813. и 1846. године. Првобитно осмишљен 1808. од стране Наполеона I, колосална статуа је требало да буде направљена од бронзе и постављена на Трг Бастиље, али је направљен само гипсани модел у пуној величини. Висине 24 м, сам модел је постао препознатљива конструкција и овековечио га је Виктор Иго у свом роману Јадници (1862) у коме га је као склониште користио Гаврош. Изграђен је на месту Бастиље и, иако је део првобитне конструкције остао, сам слон је неколико година касније замењен Јулским стубом (1835–40) изграђеним на истом месту.

## Идеја
Када је Бастиља пала у јулу 1789. године, водила се расправа о томе шта би требало да је замени, или заиста да ли треба да остане као споменик прошлости. Пјер Франсоа Палоа је обезбедио уговор за рушење грађевине, при чему је обрађено камење поново коришћено за изградњу Моста Конкорд и других делова које је Палоа продао као сувенире.  Већи део зграде је уклоњен током наредних месеци од стране до 1.000 радника.  Године 1792. ово подручје је претворено у Трг Бастиље, а остали су само трагови тврђаве која је некада доминирала тим подручјем.
На тргу је 1793. године изграђена фонтана. Позната као "Фонтана регенерације", имала је дизајн инспирисан Египтом и приказивала је жену којој вода тече из груди.  
Наполеон је планирао многе пројекте урбане регенерације Париза и посебно је волео споменике посвећене његовим победама. Желео је да створи значајну тријумфалну структуру како би показао своју војну снагу и започео је процес пројектовања бронзаног слона висине 24 м.  У царском декрету од 24. фебруара 1811. прецизирао је да се колосални бронзани слон излива од пушака заробљених у бици код Фридланда.  Степениште би омогућило посетиоцима да се попну кроз једну од слонових ногу до платформе за посматрање - на леђима,   стилизоване као howdah (арапски: носиљка на леђима слона).

## Конструкција
Доминик Виван је добио задатак да надгледа пројекат. Првобитно, Жак Селерије је изабран за архитекту и радови су започели 1810. године са земљаним радовима, а сводови и подземне цеви су завршене до 1812. године.  У том тренутку Жан-Антоан Алавоан је изабран да га замени и главни базен је убрзо завршен.
Алавоан, схватајући потребу да се покаже како ће готов рад изгледати, ангажовао је Пјер-Шарла Бридана да направи модел у пуној величини користећи гипс преко дрвеног оквира.   Завршен 1814. године, модел је штитио чувар по имену Левасер који је живео у једној од слонових ногу. 
Грађевински радови су прекинути 1815. године након пораза Наполеона у бици код Ватерлоа.  Међутим, Алавоан је и даље тражио подршку за завршетак пројекта 1833. године, а други су такође показали интересовање за завршетак Наполеонових амбициозних планова. Године 1841. и 1843. градско веће је расправљало о могућностима да се посао заврши коришћењем бронзе, гвожђа или бакра, али ниједан од предлога није прихваћен.

## Рушење
Становници у близини почели су да се жале да пацови насељавају слона и од касних 1820-их подносе молбу за рушење. Модел слона није уклоњен све до 1846. године када је већ био знатно оштећен. 

## Наслеђе
Кружни базен на коме је стајао слон остао је до данас и сада подржава постоље Јулског стуба.
Виктор Иго је негативно описао самог слона у Јадницима; мало је другог приказа савремене јавне перцепције доступно.
У априлу 2012. у Гриничу је направљена мања реплика слона као део сета филмске верзије мјузикла Јадници из 2012. године.
Симон Шама, у првом поглављу Грађани: Хроника Француске револуције (1989), прича причу о слону из Бастиље, коју користи као симбол пропалих нада Француске револуције.

## Галерија
- Акварел архитекте Жан-Антоана Алавоана
- Приказ фонтане из 1828. од Луја Брујера
- Приказ канала испод фонтане из 1828. Луја Брујера
- Гавура непознатог уметника из 1834.
- Цртеж Габријела Роука из 1853.